# Louis Racine

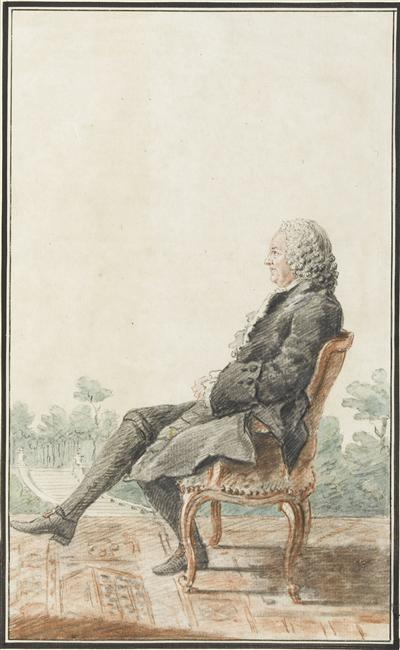
Louis Racine por Carmontelle. Chantilly, Museo Condé.

Louis Racine (París, 6 de noviembre de 1692 - París, 29 de enero de 1763) fue un poeta francés, hijo del dramaturgo Jean Racine.

## Biografía
Louis Racine fue el séptimo y último hijo de Racine, y su segundo varón. Perdió a su padre a la edad de seis años. Estudió en el Collège de Beauvais bajo la dirección de Charles Rollin, pues, para complacer a su madre, siguió la carrera de Derecho y se convirtió en abogado. Pero constatando que esta profesión no le convenía, se volvió hacia la carrera eclesiástica y entró en la orden de los Oratorianos de Notre-Dame des Vertus, donde permaneció tres años. El canciller Henri François d'Aguesseau lo tomó bajo su protección y cerca de allí, en Fresnes, concluyó su poema La Grâce (publicado en 1720), que había empezado en el Oratorio.
D'Aguesseau le consiguió que entrara en 1719 en la Academia de Inscripciones y Bellas Letras, lo que podía justificar, pues conocía, además del griego y el latín, el hebreo y el italiano. Por el contrario, su candidatura a la Academia Francesa fue rechazada por el cardenal de Fleury en razón del jansenismo que destilaba su obra. Este episodio le sirvió de lección para más tarde: en su poema ulterior La Religion, Louis Racine buscó disimular la inspiración jansenista y llegó hasta a corregir las traducciones hechas por su padre de los himnos del breviario romano para hacer desaparecer toda traza de jansenismo.
En compensación, el Cardenal le recomendó hacer carrera en las granjas. En 1722, Louis Racine fue nombrado inspector general de las granjas del rey en Provenza, con residencia en Marsella. Fue después nombrado director de grangas en Salins, en Moulins y por fin en Lyon, donde se casó en 1728 con Marie Presle de L'Écluse. Llegó a director de impuestos en Soissons (1732) y entró luego como administrador de los bosques y aguas del ducado de Valois.
En 1742, publicó su poema más célebre, La Religion. En 1746, abandonó la administración y volvió a París. En 1750 fue desestimada una vez más, por segunda vez, su elección a la Academia Francesa. Perdió a su hijo primogénito en 1755 en Cádiz, víctima de la inundación causada por el terremoto de Lisboa. Esto fue para él un golpe terrible y dejó de escribir, volcándose a traducir El Paraíso perdido de Milton, y se entregó a la devoción. Falleció en 1763.
Louis Racine era un hombre lleno de dulzura y humildad, de forma que se llegó a decir: «Es un santo que tiene apariencia de réprobo.»

## Obras

### Posteridad literaria
Boileau, quien había seguido sus comienzos, le había prevenido de lo difícil que lo tenía: "Desde que el mundo es mundo no se ha visto un gran poeta hijo de un gran poeta / Depuis que le monde est monde on n'a pas vu de grand poète fils d'un grand poète.» Y Voltaire lo llamó «Petit-fils d'un grand-père». Pero Louis Racine fue nada más y nada menos que uno de los buenos poetas del siglo XVIII francés. Y el poema didáctico La Religion, dijo La Harpe «si no es una obra de primer orden, es una de las mejores del segundo». Pero, como señaló su protector D'Aquesseau: «Su genio no lo lleva de ningún modo a la invención.» Su poesía es a su imagen: en toda ella se deja ver el hombre de bien, sincero y de buena voluntad, pero aburrido y un poco rígido.
Sus dos grandes poemas, La Grâce y La Religion se animan con una fe auténtica, pero son monótonos y pecan a menudo por exceso de afán didáctico. La Grâce pretende poner en verso a San Agustín y Santo Tomás de Aquino: «He empleado a menudo, dice el autor, los términos de las Sagradas Escrituras y de los Padres, y en esto consiste el mérito de mi trabajo.» 
La Religion ha sido su poema más célebre y más a menudo reimpreso. Su tema está sacado de los Pensamientos de Pascal y del Discours sur l'histoire universelle de Bossuet. Se trata de mostrar la concordancia entre religión, razón y verdad. Instruido por los percances que le había causado La Grâce, el autor disimuló su jansenismo, y se muestra ante todo cartesiano.
Fuera de estos poemas didácticos extensos, Louis Racine compuso siete odas, una de ellas Oda sobre la armonía (1736) y una Oda sobre la paz (1736) y cuatro epístolas bastante didácticas, de las cuales dos tratan sobre el alma de los animales. 
Publicó unas muy interesantes Mémoires sur la vie de Jean Racine, a menudo reproducidas en las ediciones antiguas de su padre el dramaturgo. Se encuentran allí también informaciones útiles sobre Boileau y anécdotas divertidas. Sus Odas santas, inspiradas en su mayor parte en los Salmos, diluyen la enérgica concisión de los textos sagrados en una corriente de metáforas, pero son interesantes por los intentos de versificar variando y explorando otras alternativas dentro de un mismo poema.
Sus Réflexions sur la poésie (1747) lo muestran fiel discípulo de Boileau y preconizan la imitación de la Naturaleza y de los Antiguos, menospreciando a Ronsard y la poesía del renacimiento y el humanismo del XVI: «El placer de la poesía, como el de la pintura, se produce en nosotros por la imitación [...] todo lo que está bien imitado nos place.» Pero sostiene igualmente que «la esencia de la poesía consiste en el entusiasmo» y que « el lenguaje poético [es] el de las pasiones ». Insiste igualmente en la importancia de la versificación y de las figuras de retórica (perífrasis, metáforas, símiles o comparaciones, juegos de palabras): «La naturaleza inspira al principio la rapidez del estilo y la dificultad de las figuras: el arte viene después y, para volver al estilo poético aún más armonioso, lo tensa en los límites de la versificación".

### Obras
Las Œuvres de Louis Racine fueron publicadas por Julien-Louis Geoffroy en 1808 (Paris, Le Normant, 6 vol. in-8°)(texto íntegro en Gallica: tomos I II III IV V VI).
- La Grâce, poema en 4 cantos, 1720 (texto entero en Gallica)
- Épître à M. de Valincourt, 1722
- Épître au comte de Clermont, 1723
- Première épître à la duchesse de Noailles, 1723
- Ode sur la solitude, 1723
- Comparaison de l'Iphigénie d'Euripide avec l'Iphigénie de Racine, 1727
- Épître à Mme la duchesse de Noailles sur l'âme des bêtes, 1728
- Réflexions sur l'Andromaque d'Euripide et l'Andromaque de Racine, 1732
- Ode sur l'harmonie, 1736
- Ode sur la paix, 1736
- La Religion, poema en 6 cantos, 1742 (texto entero en Gallica)
- La ville de Paris au Roy, entrant à Paris à son retour de Metz, epístola, 1744
- Réflexions sur la poésie, 1747
- De la déclamation théâtrale des anciens, 1747
- Mémoires sur la vie de Jean Racine, 1747 y 1752
- Le Paradis perdu... traduction nouvelle avec des notes, la vie de l'auteur, un discours sur son poème les remarques d'Addison, et, à l'occasion de ces remarques, un discours sur le poème épique, traducido al francés, 1755
- Psaumes traduits et mis en vers, 1762
- Traité de la poésie dramatique ancienne et moderne